# هيلموت راش
هيلموت راش (بالألمانية: Helmut Rasch)‏ (و. 1927 – 2016 م) هو لاعب كرة قدم ألماني، ولد في أولشتين، بدأ مشواره المهني سنة 1950، مركز لعبه هو مُدَافِع، توفي عن عمر يناهز 89 عاماً.

## روابط خارجية
- هيلموت راش على موقع قاعدة بيانات كرة القدم.إي يو (الإنجليزية)
- هيلموت راش على موقع عالم كرة القدم.نت (الإنجليزية)